# 国鉄カ1000形貨車
国鉄カ1000形貨車（こくてつカ1000がたかしゃ）は、かつて日本国有鉄道（国鉄）の前身である鉄道省に在籍した12 t 積みの家畜車である。

## 概要
1928年（昭和3年）5月の車両称号規程改正によりカ24700形150両（カ24700 - カ24849）はカ1000形（カ1000 - カ1149）に形式名変更された。
1931年（昭和6年）度から1932年（昭和7年）度にかけて本形式より64両（順不同）がウ100形ヘ、また同じく昭和7年度には本形式より86両（順不同）がツ2000形ヘそれぞれ改造された。結果本形式全車がいなくなり形式消滅した。本形式としての在籍期間は約5年程と短期間であった。
車体塗色は黒一色であり、寸法関係は、全長は7,792 mm、全幅は2,316 mm、全高は3,236 mm、実容積は29.5 m3、自重は6.7 t - 7.1 tである。